# 中国标准化协会
中国标准化协会是中华人民共和国标准化科技工作者组成的群众性学术团体，1978年9月（或1978年3月）成立。